# La víctima
La víctima (títol original en anglès: Victim) és una pel·lícula dramàtica britànica dirigida i coproduïda per Basil Dearden amb guió de Janet Green i John McCormick, protagonitzada per Dirk Bogarde i Sylvia Syms, estrenada el 1961.
Va ser nominada el 1961 pel Lleó d'Or a Venècia i el 1962 va guanyar dues nominacions als BAFTA al millor actor per a Dirk Bogarde i al millor guió. La víctima és un important document sociològic en haver interpretat un paper determinant en la liberalització de la mentalitat i de la llei britànica.
És la primera pel·lícula britànica que utilitza el terme "Homosexualitat". Va ser una revolució aquell any. A la Gran Bretanya, la pena de mort va ser aplicada per a relacions homosexuals fins a 1836. Des de 1861, aquest fet criminal estava subjecte a deu anys de presó en el període victorià com el més famós dels condemnats, Oscar Wilde. El Sexual Offences Act veu el dia el 1967, despenalitzant una relació homosexual entre homes de més de 21 anys. Aquesta llei només s'aplicava a Anglaterra i a Gal·les. Escòcia esperarà a 1980 i Irlanda del Nord a 1982 per aplicar-la. El 2000, la Sexual Offences Amendment ha baixat l'edat als 16 anys.
Ha estat doblada al català.

## Argument[2]
Melville Farr (Dirk Bogarde), un advocat londinenc reputat i pare de família, porta una vida de parella aparentment feliç i sense història: obté una promoció i podria aspirar a una carrera de jutge.
Tot canvia quan Jack "Boy" Barrett (Peter McEnery) el crida pel seu nom en ple treball. El passat l'atrapa llavors. És un dels seus antics amants, que havia robat dues mil tres-centes lliures esterlines a l'empresa on treballava i que és des d'aleshores buscat per la policia. De por que no sigui descobert i no sigui privat de la seva carrera promesa, Melville Farr es nega a ajudar-lo.
No trobant cap suport, Jack és detingut i es nega a revelar el que ha fet dels diners, abans de sucïdar-se penjant-se en una cel·la a la comissaria.
Havent-se assabentat d'aquesta notícia, Melville es trastorna i decideix continuar el rastre dels xantatgistes, i n'acaba sent víctima. Malgrat els articles que no deixaran d'aparèixer a la premsa com un escàndol i que destruiran la seva carrera, accepta ajudar la policia.

## Repartiment
- Dirk Bogarde: Melville Farr
- Sylvia Syms: Laura Farr
- Dennis Price: Calloway
- Nigel Stock: Phip
- Peter McEnery: Jack "Boy" Barrett
- Donald Churchill: Eddy
- Anthony Nicholls: Lord Fullbrook
- Hilton Edwards: P.H.
- Norman Bird: Harold Doe
- Derren Nesbitt: Sandy Youth
- Alan MacNaughtan: Scott Hankin
- Noel Howlett: Patterson
- Charles Lloyd Pack: Henry
- John Barrie: detectiu inspector Harris
- Peter Copley: Paul Mandrake
- Alan Howard: Frank

## Al voltant de la pel·lícula
Quan el productor Michael Relph i el cineasta Basil Dearden van contactar Dirk Bogarde el 1960 per primera vegada, li van fer saber que nombrosos actors s'havien negat a participar en el projecte pel caràcter en aquell temps escandalós de l'argument. Dirk Bogarde tenia llavors 39 anys i era probablement l'estrella preferida dels britànics. Havia interpretat personatges de soldats heroics (The Sea Shall Not Have Them, I'll Met by Moonlight ), havia tingut el paper principal en la sèrie Doctor in the House que havia aconseguit un immens èxit; havia interpretat els primers papers en pel·lícules com A Tale of Two Cities  tret de la novel·la de Charles Dickens. Havia començat igualment una carrera a Hollywood acceptant el paper de Liszt a Song Without End . Dirk Bogarde era homosexual i vivia en parella amb Tony Forwood, forçant-se a aparèixer regularment en públic al braç de dones seductores per fer una il·lusió.
Dirk Bogarde sembla haver acceptat sense dubtes interpretar el paper de Melville Farr. Sylvia Syms va acceptar igualment el paper de l'esposa que diverses actrius acabaven de refusar. El guió de La víctima  era tanmateix un compromís.
Melville Farr és presentat com un marit fidel i amorós, que ha rodat la pàgina sobre les seves activitats homosexuals. La parella sobreviu d'altra banda la prova, fins i tot quan la carrera de Melville Farr és brutalment interrompuda. L'actor va interpretar el paper amb molta sensibilitat, però no va reconèixer mai que compartia l'homosexualitat de Melville Farr. Aquesta pel·lícula va marcar tanmateix un gir en la seva carrera, i va obrir la via als papers de la maduresa sobretot a The Servant, Darling, Modesty Blaise, Accident, Justine, Morte a Venezia i Il portiere di notte.
Fins al Rapport Wolfenden de 1957, l'homosexualitat entre adults consentidors estava prohibida per la llei a la Gran Bretanya. Els diaris es feien l'eco dels debats jurídics. No obstant això la policia mateixa no aplicava estrictament lleis que semblaven superades i l'esperit de les quals violava les llibertats públiques. Però aquesta benevolència policíaca no impedia les amenaces de xantatge.
Als Estats Units,  La víctima  no va ser mai no projectada a les principals sales de cinema, ja que la Production Code Administration (PCA) mai va atorgar una classificació a la pel·lícula.

## Premis i nominacions[calcitació]

### Nominacions
- 1961: Lleó d'Or a la millor pel·lícula
- 1962: BAFTA al millor actor per Dirk Bogarde
- 1962: BAFTA al millor guió per Janet Green i John McCormick